# Sistema di lancio riutilizzabile

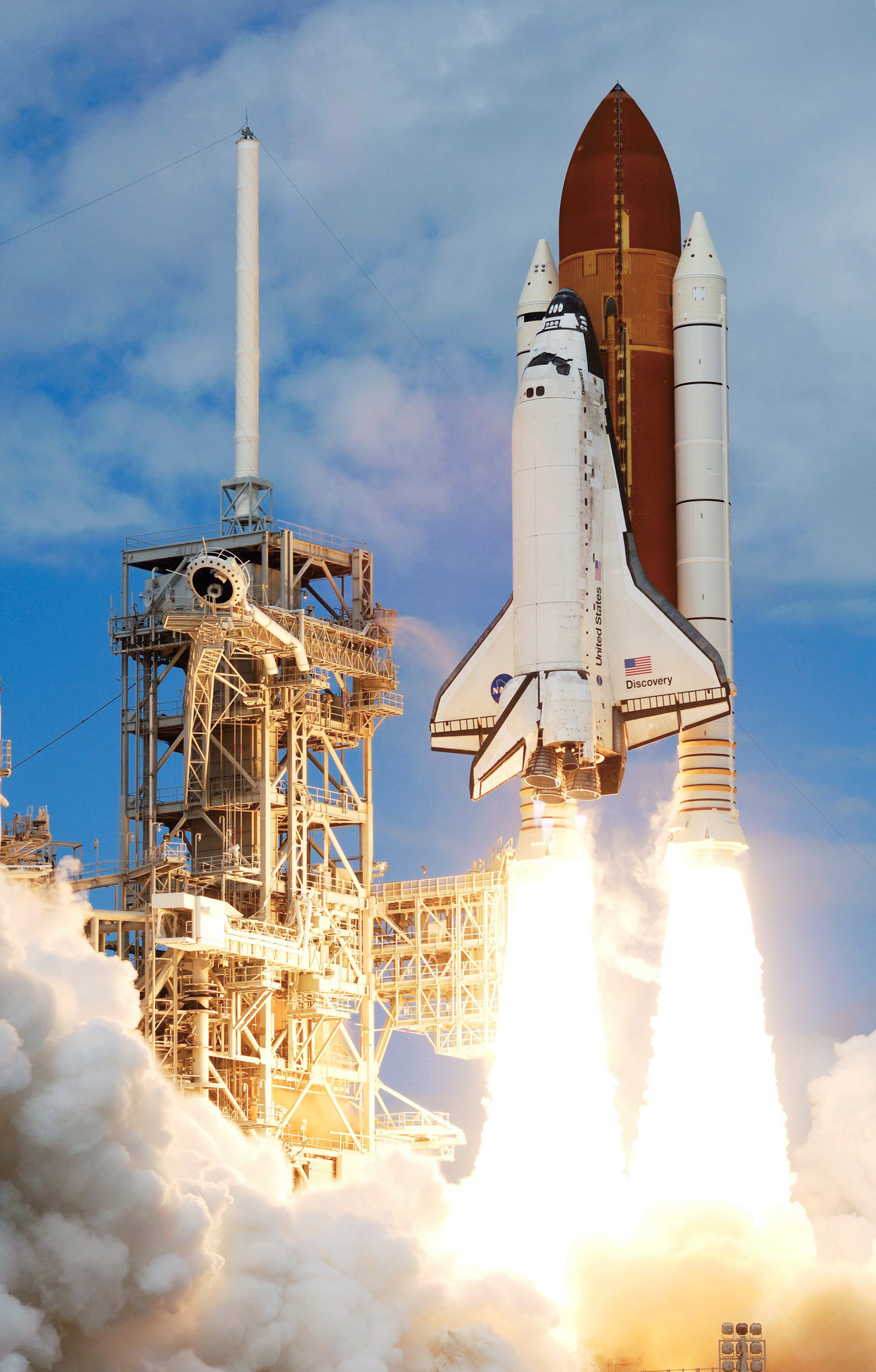
Lancio dello Space Shuttle Discovery dal Kennedy Space Center

Un sistema di lancio riutilizzabile o lanciatore riutilizzabile (o ancora veicolo di lancio riutilizzabile; in inglese reusable launch system oppure reusable launch vehicle, in sigla RLS e RLV) è un sistema di lancio spaziale progettato con il fine di permettere il recupero totale o parziale delle parti del sistema per un successivo riutilizzo.
Al 2022, sono stati lanciati molti sistemi suborbitali interamente riutilizzabili e sistemi orbitali parzialmente riutilizzabili. Ciononostante, i problemi di progettazione sono estremamente ardui e nessun sistema orbitale totalmente riutilizzabile è stato mostrato. È stata proposta una grande varietà di idee di sistemi, e molti sono stati effettivamente lanciati.
Il primo velivolo a realizzare un volo suborbitale fu il North American X-15.  Il primo veicolo riutilizzabile ad aver raggiunto l'orbita è stato lo Space Shuttle della NASA. Aveva lo scopo di essere più economico dei sistemi di lancio non riutilizzabili, ma è finito con l'essere più costoso. L'ultimo Shuttle venne ritirato nel 2011.
Durante il ventunesimo secolo, è cresciuto l'interesse commerciale per i sistemi di lancio riutilizzabili. Il razzo Falcon 9 di SpaceX ha il primo stadio riutilizzabile e il secondo no, ed attualmente è in uso per il programma Commercial Orbital Transportation Services della NASA e lanci di satelliti commerciali. Inoltre, SpaceX sta sviluppando la Starship, interamente riutilizzabile, per missioni interplanetarie con equipaggio umano. Scaled Composites ha lanciato due prototipi di spazioplani suborbitali per Virgin Galactic, mentre il razzo New Shepard di Blue Origin ha il primo e il secondo stadio recuperabili, ma è in grado di compiere solo voli suborbitali.

## Configurazioni di veicoli

### Stadio singolo
Ci sono due approcci per i single stage to orbit, o SSTO, cioè veicoli che entrano in orbita con un singolo stadio. L'equazione del razzo dice che un veicolo SSTO necessita di un rapporto di massa elevato. Il "rapporto di massa" è definito come il rapporto tra la massa del veicolo a carburante pieno e la massa a carburante vuoto (zero fuel weight, ZFW).
Un modo per incrementare il rapporto di massa è ridurre la massa del veicolo vuoto usando strutture leggere e motori ad alta efficienza. Questo tende ad alzare i costi di manutenzione dato che l'affidabilità dei componenti può venir meno, e ciò rende più dispendioso il riutilizzo.
Un altro modo è ridurre il peso dell'ossidante trasportato, bruciando il carburante in aria durante la fase atmosferica del volo. Si utilizzerebbe una propulsione a doppio ciclo come il liquid air cycle engine (motore con ciclo ad aria liquefatta) o il motore proposto SABRE.
I margini sono così stretti con l'approccio degli SSTO che è incerto se un veicolo del genere possa portare del carico utile in orbita.
Un altro modo per far funzionare gli SSTO è ridurre la velocità necessaria al veicolo di lancio per raggiungere l'orbita. Questo si può fare usando un acceleratore aggiuntivo a terra per portare il veicolo a Mach 1 o superiore, lanciando il veicolo da un aereo già in volo come Stratolaunch, o usando un sistema di lancio combinato.

### Stadi multipli
I two stage to orbit (TSTO) usano due veicoli, uniti insieme al momento del lancio. Solitamente l'orbiter del secondo stadio è 5-10 volte più piccolo del lanciatore del primo stadio, sebbene nelle configurazioni biamese e triamese entrambi i veicoli abbiano la stessa dimensione.
Oltre al costo di sviluppare due veicoli indipendenti, va valutata anche la complessità delle interazioni tra di loro uniti e alla separazione.
In aggiunta, il primo stadio deve ritornare al sito di lancio per essere riutilizzato. Per fare ciò si è proposto di volare una traiettoria che mantenga il primo stadio sopra o vicino al sito durante tutto il volo, o usando piccoli motori per portare indietro il veicolo, o recuperando il primo stadio lontano dal sito e riportarlo in qualche altro modo (spesso facendolo atterrare in mare e poi riportarlo in nave). La maggior parte delle tecniche implicano delle penalizzazioni nelle prestazioni, ad esempio può essere necessario rendere il primo stadio molte volte più grande a parità di carico utile. Ciononostante il recupero lontano dal sito potrebbe ridurre la penalizzazione.
Il secondo stadio viene fatto ritornare normalmente dopo qualche orbita.
Questo è anche chiamato un sistema di lancio combinato (combination launch system).

### Atterraggio
I veicoli che atterrano orizzontalmente su una pista hanno bisogno di ali e di un carrello di atterraggio. Tipicamente consumano circa il 9-12% della massa del veicolo, che o fa ridurre il carico utile o aumenta la dimensione del veicolo. Concetti come i corpi portanti offrono una qualche riduzione della massa delle ali come fa la ala a delta dello Space Shuttle.
Gli atterraggi verticali potevano essere effettuati o con paracadute (come per la Sojuz) o con la propulsione. Il DC-X è un esempio di lander propulsivo, e il razzo Falcon 9 è il primo razzo orbitale con il primo stadio che atterra verticalmente sulla terra. Questo tipicamente richiede circa il 10% del propellente del primo stadio, riducendo sproporzionatamente il carico utile, a causa dell'equazione del razzo.
L'atterraggio di uno Space Shuttle avviene con il rientro in atmosfera, inclinato con il muso tra i 10 e i 45 gradi (tutto controllato da un computer di bordo), in modo che lo scafo non si danneggi dall'incessante calore dello scudo termico. Terminato il calore del rientro la navetta si dirige in movimento quasi di picchiata per via delle piccole ali verso il Kennedy Space Center, e a circa 1 km di distanza dalla pista di atterraggio si inclina per prendere velocità orizzontalmente come in aereo, e per prepararsi all'atterraggio con il carrello abbassato.
Toccato il suolo, un paracadute situato sull'alettone posteriore sopra ai propulsori della navetta si apre consentendo al razzo che viaggia a più di 100 km/h di frenare prima che la pista finisca.

## Problemi di progettazione

### Massa
Qualsiasi RLV peggiora le prestazioni del lanciatore rispetto agli ELV (veicoli di lancio non riutilizzabili) a causa della massa inerte dello stadio aggiuntivo. Questa massa aggiuntiva è quasi inevitabile per la presenza di sistemi supplementari, meccanici o di propulsione, o per propellente extra necessario per il ritorno sicuro degli stadi del RLV. L'effettiva quantità di massa aggiuntiva e come è distribuita tra struttura e propellente dipende dalla modalità scelta per il ritorno degli stadi del RLV e dalla velocità di staging.

### Schermatura dal calore al rientro
Come regola generale, il 15% della massa di veicolo al rientro atmosferico deve essere dedicato alla schermatura dal calore.
Gli scudi termici (in inglese Thermal Protection System, o TPS) possono essere fatti di vari materiali, quali il carbonio-carbonio rinforzato o materiali ablativi. Storicamente questi materiali venivano sviluppati sui MIRV. Tuttavia, i requisiti dei sistemi spaziali riutilizzabili differiscono da quelli per veicoli monouso, soprattutto per quanto riguarda i requisiti di schermatura dal calore. In particolare la necessità di avere un rivestimento durevole ad alta emissività che possa sopportare molteplici cicli termici costituisce un requisito cruciale nello sviluppo di veicoli spaziali riutilizzabili. Attualmente, per avere rivestimenti ad alta emissività, si usano disiliciuri di metalli di transizione.

### Costo dello sviluppo
Ci si aspetta che i costi di ricerca e sviluppo (R&S) per i veicoli riutilizzabili siano più alti, perché costruire un veicolo riutilizzabile implica farlo abbastanza robusto da resistere a più di un utilizzo. Il modo più facile per aumentare la robustezza è aggiungere massa; questo però riduce le prestazioni e mette ulteriore pressione al settore di R&S di recuperarle in qualche altro modo.
Questi costi extra vanno recuperati, e ciò fa salire il costo medio di un veicolo.

## Storia

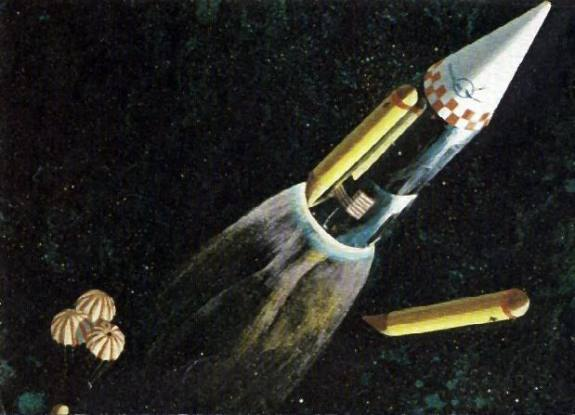
ROMBUS

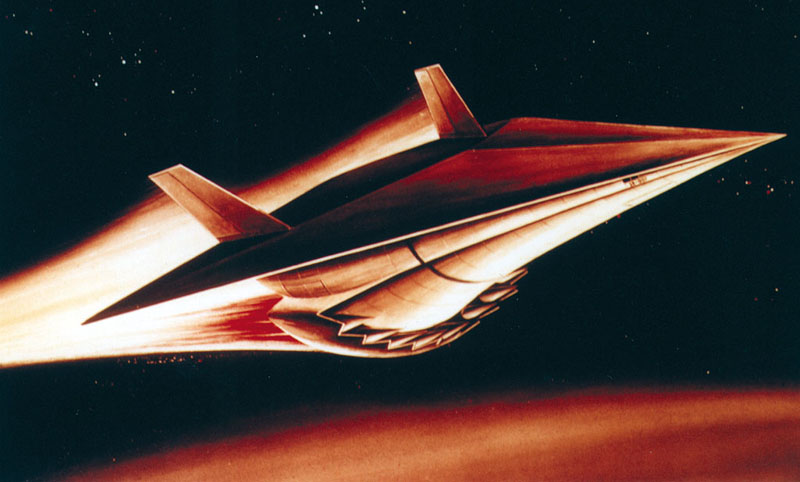
Aerospazioplano 1

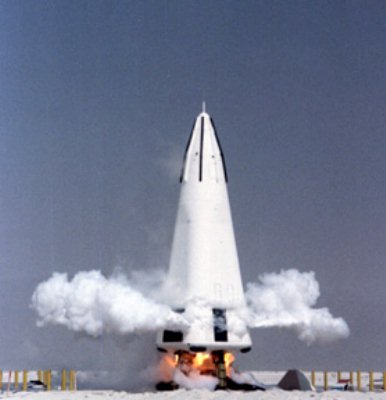
Il McDonnell Douglas DC-X usava decollo e atterraggio verticali (VTOL)

Con l'invenzione della propulsione a razzo nella prima metà del ventesimo secolo, i viaggi nello spazio oltre l'atmosfera diventarono tecnologicamente possibili.
Idee primitive di spazioplani monostadio riutilizzabili si sono rivelati irrealistici e sebbene i primi veri veicoli a razzo, come l'arma V-2 della seconda guerra mondiale, potessero raggiungere i confini dell'atmosfera, la tecnologia riutilizzabile era troppo pesante e i razzi erano monouso. Il problema dell'efficienza della massa poteva essere superato usando stadi multipli e vennero proposti sia razzi multistadio lanciati verticalmente, sia spazioplani composti a lancio orizzontale. Tuttavia, i primi stadi riutilizzabili non apparirono fino all'avvento dello Space Shuttle nel 1981.
I veicoli orbitali riutilizzabili moderni includono il X-37 e il Dream Chaser oltre alle capsule Dragon.

### Ventesimo secolo
Durante la seconda guerra mondiale l'ingegnere austriaco Eugen Sänger ha proposto il Silbervogel, bombardiere suborbitale. I veicoli HOTOL (HOrizontal Take-Off and Landing, decollo e atterraggio orizzontali) che possono raggiungere velocità orbitali sono più difficili da progettare rispetto ai VTOL (Vertical Take-Off and Landing, decollo e atterraggio verticali), a causa del peso strutturale più elevato. Questo ha condotto a molti prototipi multi-stadio come il suborbitale X-15. Il primo prototipo di HOTOL SSTO è l'aerospazioplano. Tra le proposte fatte per rendere la costruzione di un veicolo del genere più attuabile ci sono:
- Lancio assistito da rampa[9]
- Utilizzare design da corpi portanti per ridurre la massa strutturale del veicolo
- Fare rifornimento durante il volo

Durante gli anni '60 il NEXUS, lanciatore multi-stadio parzialmente riutilizzabili, è stato studiato da Krafft Arnold Ehricke. Philip Bono ha lavorato a Douglas, e ha proposto vari veicoli di lancio SSTO e VTOL: ROOST, ROMBUS, Ithacus, Pegasus e SASSTO. La maggior parte dei suoi veicoli hanno combinato innovazioni simili per essere SSTO.

### Ventunesimo secolo

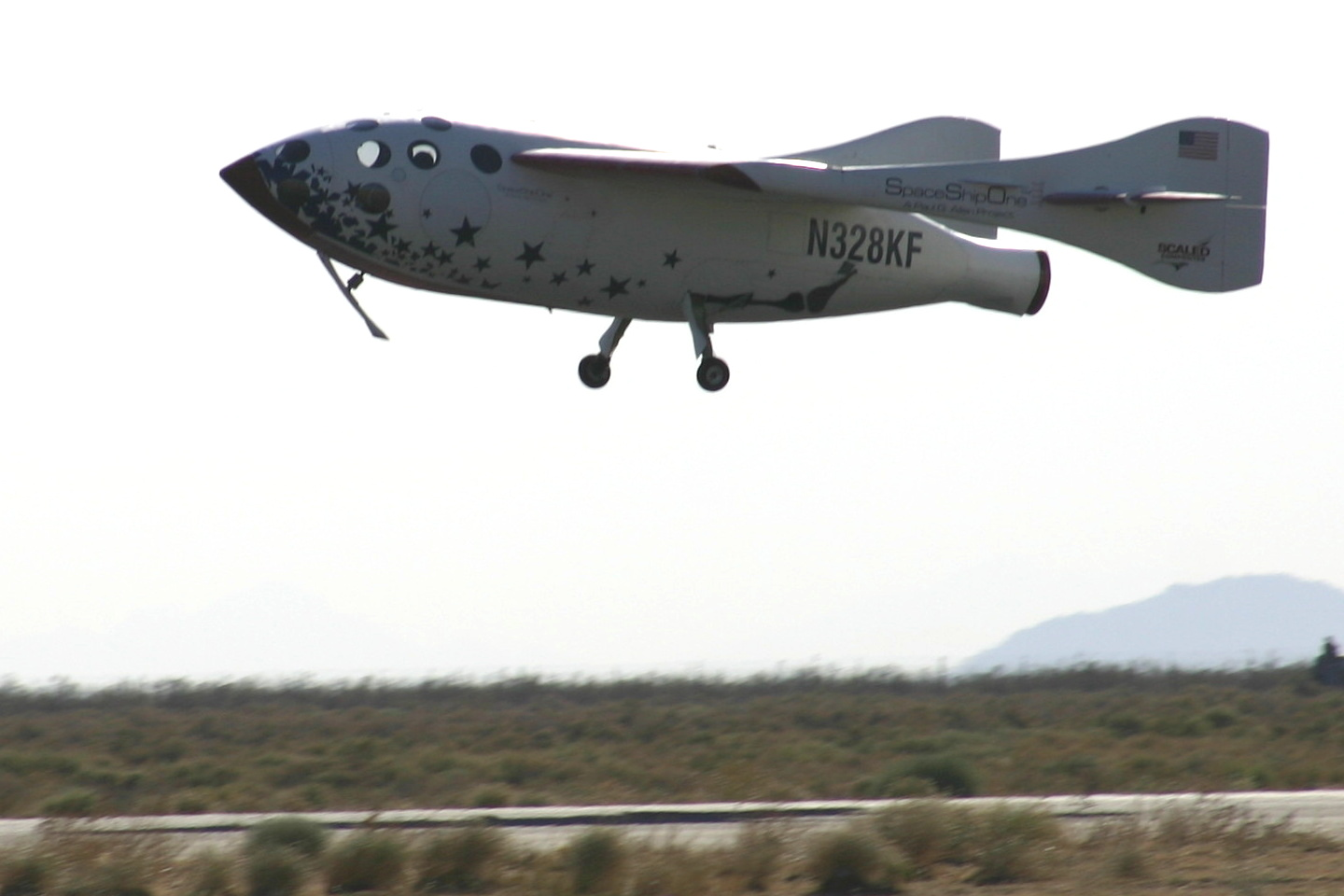
Lo Scaled Composites SpaceShipOne usò l'atterraggio orizzontale dopo essere stato lanciato da un aereo

Il concorso Ansari X Prize intendeva sviluppare veicoli suborbitali privati riutilizzabili. Molte aziende private gareggiarono, e vinse la Scaled Composites,  raggiungendo la linea di Kármán due volte nell'intervallo di due settimane con lo SpaceShipOne.
Nel 2012, SpaceX cominciò un programma di test di volo con veicoli sperimentali. Questi portarono allo sviluppo del lanciatore riutilizzabile Falcon 9.
Il 23 novembre 2015 il razzo New Shepard della Blue Origin diventò il primo razzo VTOL a passare la linea di Kármán (100 chilometri), raggiungendo un'altitudine di 100,5 km prima di ritornare con un atterraggio a paracadute.
SpaceX realizzò il primo atterraggio verticale morbido di uno stadio riutilizzabile in 21 dicembre 2015, dopo aver aiutato a portare 11 satelliti commerciali Orbcomm OG-2 nell'orbita terrestre bassa.
Il secondo volo del Falcon 9 avvenne il 30 marzo 2017. SpaceX ora recupera e riutilizza regolarmente i loro primi stadi e anche le carenature.
Nel marzo 2019, l'unico booster orbitale riutilizzabile operativo era il Falcon 9.

## Elenco di sistemi di lancio riutilizzabili attivi
| Azienda               | Tipo                 | Nazione       | Stato         | Note                                           |
| --------------------- | -------------------- | ------------- | ------------- | ---------------------------------------------- |
| Blue Origin           | New Shepard          | USA           | Prototipo     |                                                |
| ISRO                  | RLV-TD               | India         | Progetto      | Test di volo riuscito con successo             |
| The Spaceship Company | SpaceShipTwo         |               |               | Prototipo                                      |
| SpaceX                | Falcon 9             | USA           | Operativo     | Primo stadio riutilizzabile.                   |
| SpaceX                | Falcon Heavy         | USA           | Operativo     | Booster centrali e laterali riutilizzabili.    |
| SpaceX                | Starship/Super Heavy | USA           | Prototipo     |                                                |
| Rocket Lab            | Electron             | Nuova Zelanda | Semioperativo | Effettuati alcuni test di recupero del booster |